# Håndbold
 Der er for få eller ingen kildehenvisninger i denne artikel, hvilket er et problem. Du kan hjælpe ved at angive troværdige kilder til de påstande, som fremføres i artiklen.

Håndbold er en holdsport, hvor to hold på syv spillere (6 markspillere og en målmand) prøver at score ved at kaste bolden i modstandernes mål. Sporten spilles på en 20×40 meter stor bane med et mål på 3×2 meter i hver ende. En kamp varer 2×30 minutter (dog spiller de yngste alderstrin i kortere tid). Det hold, som i løbet af håndboldkampen har scoret flest gange i modstandernes mål, har vundet.
De 7 spillere får inden de kommer på banen tildelt en plads som målmand, back, fløj, playmaker eller streg. På banen er der en streg, en målmand, to back spillere og to fløj spillere og en playmaker ad gangen. Målvogterens opgave er at beskytte målet og målvogteren er den eneste, der må røre bolden med fødderne, dette dog kun i målfeltet. De 6 markspilleres opgave er at forsvare holdets mål og score i modstandernes mål. Som markspiller skal man mestre forskellige forsvars- og angrebssystemer. Flere systemer giver et mere varieret og uforudsigeligt spil og det er sværere for modstanderen at spille mod.
Den vigtigste "rekvisit" næst efter håndbolden er harpiks. Det bruges til at gøre bolden klistret, så den er nemmere at holde fast på (dette bruges dog ikke på de yngste alderstrin).
Timeouten som vi kender i dag blev indført i 1977.

## Regler
Bolden må ikke berøre foden; sker dette dømmes der frikast til det andet hold, hvis berøringen ikke er med vilje. En spiller som derimod tager bolden med foden med vilje dømmes der frikast imod og spilleren der rørte bolden med foden får en 2 minutters udvisning. Hvis bolden ryger ud af banen, får det hold der ikke rørte bolden sidst, bolden. Desuden kan der dømmes passivt spil hvis en spiller forholder sig passivt med bolden i sin varetægt for længe. Det bliver markéret med, at dommeren (eller dommerne) løfter deres ene hånd i luften og det angribende hold har nu 6 afleveringer til at få skudt. Hvis man ikke får skudt inden 6 afleveringer, får de andre bolden. Bliver der skudt og bolden rammer målvogteren og det angribende hold atter kommer i boldbesiddelse, bliver "timeren" nulstillet og det angribende hold kan bygge et angreb op igen. Hvis en forsvarsspiller desuden får en udvisning eller gult kort mens "hånden er oppe" kommer hånden ned igen og "timeren" starter forfra. Desuden må spillerne kun tage 3 skridt, med bolden i hånden, hvis de tager flere end 3 skridt dømmes der skridt. Man må sagtens løbe med bolden, mens man dribler, og ved sin afslutning må man godt tage de sidste 3 skridt. 
Ved hver målvogter er der et målfelt. I dette felt må kun den forsvarende målvogter stå.  Befinder en angrebsspiller sig i feltet, med bolden i hånden, overgår bolden til modstanderen og målvogteren kaster den fra målfeltet videre til en markspiller. Men hvis der bliver dømt straffe til det angribende hold, er der en lille streg inde i målfeltet, den markerer, at det er her målvogteren må gå ud til i straffekastsituationen.
I venstre side af banen er der et udskifterfelt. Spillere der skal skiftets ud og spillere der skal på banen skal blive inden for dette felt når de krydser banens linje. Den spiller der skal skiftes ind må ikke løbe på banen før, at den spiller der skal ud, står med begge fødder uden for banen. Ellers er der en udvisning til indskiftningsspilleren. Hvis bolden rammer taget eller en anden fastgjort genstand over spillefladen gives bolden til det hold der ikke har rørt bolden sidst og "frikastet" tages ved sidelinjen.
Hvis der undervejs i et angreb foretages uretmæssige ting af det forsvarende hold og det vel at mærke er inden for 3-meter feltet gives der 3-meter, altså en slags frikast.
En udvisning er på to minutter. Tre af disse fører til et rødt kort. Spilleren kan ikke deltage mere i kampen og der går to minutter før en anden spiller må sættes ind. Der gives desuden gule kort. Hvis en spiller allerede har et gule kort gives der en udvisning.
Hvis en spiller angriber en modspiller på en sådan måde at der er fare for modspillerens helbred
bliver spilleren diskvalificeret (rødt kort). Spilleren kan ikke deltage i resten af håndboldkampen, men må
erstattes af en anden spiller efter 2 min.
Hvis en spiller slår eller spytter på en modspiller bliver spilleren bortvist, denne straf medfører at 
spilleren ikke mere kan deltage i kampen og der må ikke indsættes en ny spiller i stedet for. Holdet
må således fuldføre håndboldkampen med en spiller mindre på banen.

## Historie
Normalt tildeles lærer og oberstløjtnant Holger Nielsen fra Ordrup ved København æren for opfindelsen af håndbold. I hvert fald var det ham, der som den første i 1906 kunne udgive et regelsæt for håndbold, ligesom det i øvrigt var ham, der i 1932 opfandt den verdensberømte Holger Nielsen-metode til kunstigt åndedræt. Nielsen var på mange måder en alsidig mand. Ved de første olympiske lege i 1896 blev han en af de danske helte, da han vandt sølv i sabelfægtning og bronze i pistolskydning. Den initiativrige og fremsynede Holger Nielsen var lærer på Ordrup latin- og Realskole, og i 1898 tilrettelagde han for eleverne: ”… et Spil med hænderne, Haandbold, som kunde spilles på en mindre Plads, for eksempel i  en Skolegaard.” 
Men allerede året før havde en anden lærer i Nyborg spillet håndbold med sine elever. Rasmus Nicolaj Ernst var 24 år gammel, og var næsten nyansat på Borger- og Kommuneskolen i Nyborg, da han i 1897 begyndte at spille et helt nyt spil med sine elever. Han kaldte spillet for håndbold. To forskellige steder i landet og næsten samtidig blev spillet født, og der skulle ikke gå længe, før de to pionerer mødte hinanden. I 1905 flyttede Ernst nemlig til sundbyen Helsingør, hvor han fik ansættelse på Helsingør Højere Almenskole. Med det samme tog han fat på håndbolden på den nye skole, og lagde dermed grunden til den senere så berømmede håndboldkultur i Helsingør. 
De to håndboldpionerer boede nu tæt på hinanden i det nordsjællandske, og det var derfor helt naturligt, at de to skoler skulle mødes i den første registrerede håndboldkamp. Den fandt sted i 1907 i Helsingør, og kampen blev et godt eksempel på, at der endnu ikke var helt klarhed om reglerne. Rasmus Nicolai Ernst skrev om kampen i sin dagbog: ”I 1907 modtog Skolen en udfordring fra Ordrup til en håndboldkamp. Helsingør og Ordrup var vist på det tidspunkt de eneste Skoler, der spillede håndbold. Holger Nielsen, Ordrup, havde lavet nogle regler, som vi her ved Skolen ikke kendte, vi spillede efter Regler, som jeg havde lavet i Nyborg allerede 1897-98. Håndboldkampen blev et nederlag for Helsingør 21-0”. 
(Her citeret fra Thomas Ladegaard: "Bolsjedrenge og jernhårde ladies".)
Det var dog især i Tyskland at spillet blev udformet som et turnerings- og udendørsspil. Det første VM for herrer blev afholdt i Berlin i 1938. Spillet blev introduceret på det olympiske program i 1936, dog som et udendørs spil (markhåndbold med 11 spillere) og ikke som det i dag udbredte indendørs spil med 7 spillere. Senere i 50'erne indførtes 2-dommersystemet, som også benyttes i dag. Det var højskolelærer Hans-Jørgen Nielsen fra Sønderborg Idrætshøjskole, som fik den gode idé. Håndbold kom på det olympiske program i 1972. Damernes turnering kom på programmet i 1976 ved OL i Montreal. Første gang det danske damelandshold var med til OL var i 1996 i Atlanta, hvor holdet vandt guld. I 2000 og 2004 vandt holdet også guld.
Håndbold er en af de mest udbredte sportsgrene i Danmark, kun overgået af fitness, fodbold, svømning og badminton. Dansk Håndbold har 109.306 aktive medlemmer, fordelt i 868 foreninger (DHF, 2013).

## Positioner på banen
- venstre/højre Back
- venstre/højre Fløjspiller
- Playmaker/ midt
- Målmand
- Stregspiller

## Turneringer for herrer
- Verdensmesterskabet
- Europamesterskabet
- Danmarksmesterskabet
- Olympiske Lege

## Turneringer for kvinder
- Verdensmesterskabet
- World Cup
- Europamesterskabet
- Danmarksmesterskabet
- Olympiske Lege

## Europacupturneringer
- Champions League
- EHF Cup
- Cup Winners' Cup
- Challenge Cup

### Aktuelt
- Danske klubhold i europacup'en
- Danske klubhold i europacup'en